# Drejø
Drejø är en dansk ö i det Sydfynske Øhav, väster om Tåsinge. Den hör till Region Syddanmark och Svendborgs kommun. Drejø har färjeförbindelse med Svendborg på Fyn och Skarø. Ön har 62 fastboende (2021), på en yta om 4,27 km².